# Sandstedt

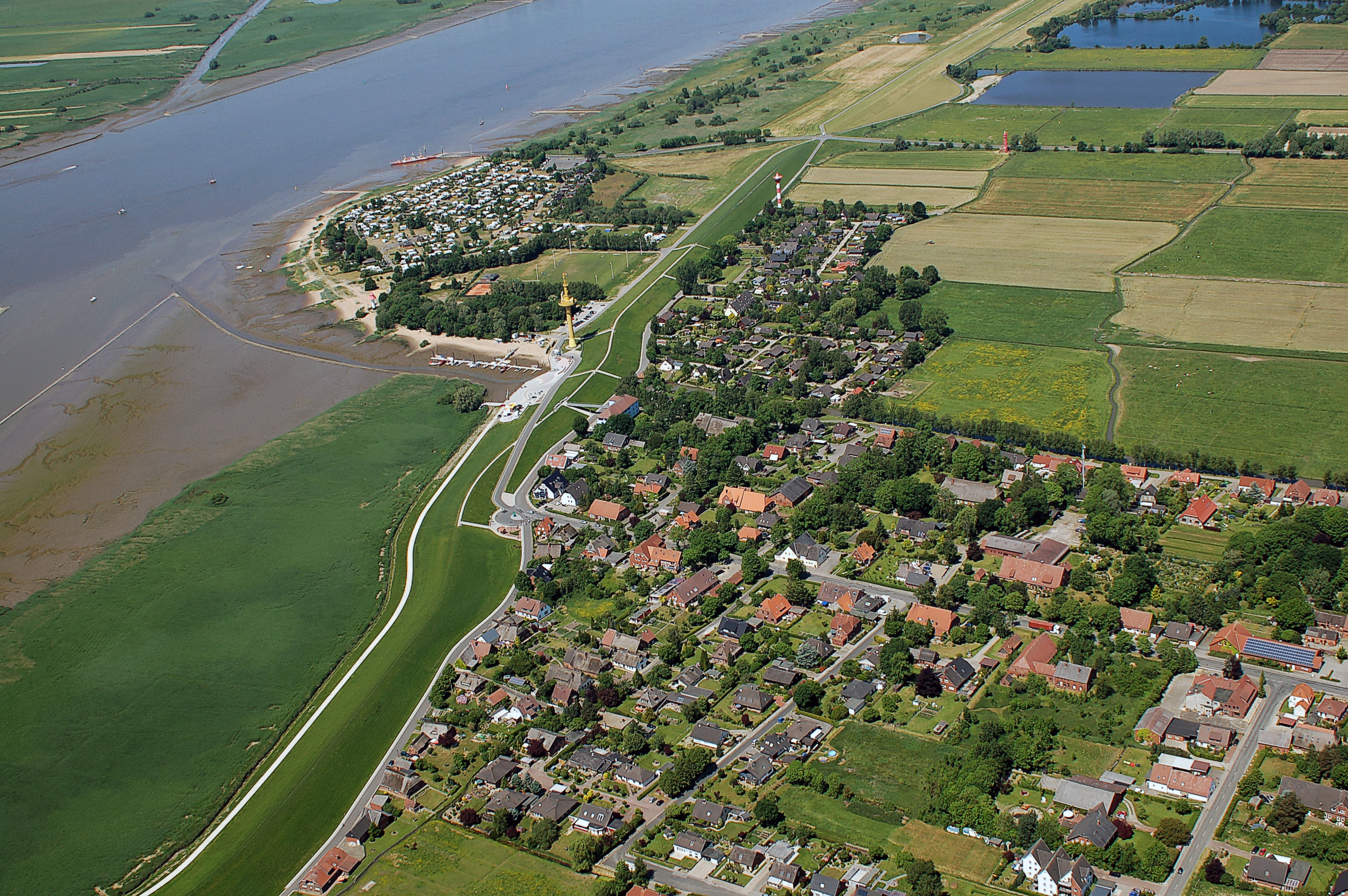
Luftaufnahme von Sandstedt (Mai 2012)

Sandstedt (niederdeutsch Saans) ist eine Ortschaft in der Einheitsgemeinde Hagen im Bremischen im niedersächsischen Landkreis Cuxhaven.

## Geografie

### Lage
Sandstedt liegt direkt an der Unterweser (Unterweser-km 43) gegenüber der Stadt Brake, etwa 37 km nördlich von Bremen und 20 km südlich von Bremerhaven. Die Ortschaft nimmt den zentralen Bereich der Marschregion Osterstade ein. Die Nordgrenze der Ortschaft wird vom kleinen Wiesenfluss Drepte gebildet, der bei Dreptersiel in die Weser mündet. Südlich von Sandstedt befindet sich die große Weserinsel Harriersand.

### Nachbarorte
|  | Rechtenfleth                                | Driftsethe |
|  | Kompassrose, die auf Nachbargemeinden zeigt | Kassebruch |
|  | Offenwarden                                 |            |

(Quelle:)

## Geschichte

### Eingemeindungen
Am 1. Juli 1968 endete die vorherige politische Selbständigkeit der Nachbargemeinden Offenwarden, Rechtenfleth und Wersabe, weil sich die Orte zur neuen Gemeinde Sandstedt zusammenschlossen.
Die Samtgemeinde Hagen entstand zum 1. Januar 1970 und umfasste mit Sandstedt zunächst 16 Gemeinden. Nach § 7 des Gesetzes zur Neugliederung der Gemeinden im Raum Bremervörde vom 13. Juni 1973 (Nds. GVBl. S. 183) wurde im Zuge der Gebietsreform in Niedersachsen, die am 1. März 1974 stattfand, die Anzahl der Gemeinden durch Eingliederungen auf 6 reduziert. Gleichzeitig wurde die zuvor selbständige Nachbargemeinde Wurthfleth in die Gemeinde Sandstedt eingegliedert.
Zum 1. Januar 2014 erfolgte die Auflösung der Samtgemeinde Hagen und deren Mitgliedsgemeinden sowie die Neubildung der Einheitsgemeinde Hagen im Bremischen mit seinen 16 Ortschaften.

### Einwohnerentwicklung
| Jahr | Einwohner | Quelle |
| ---- | --------- | ------ |
| 1910 | 587       | [ 6 ]  |
| 1925 | 561       | [ 7 ]  |
| 1933 | 594       | [ 7 ]  |
| 1939 | 559       | [ 7 ]  |
| 1950 | 861       | [ 8 ]  |
| 1956 | 663       | [ 8 ]  |
| 1961 | 0 1911 10 | [ 4 ]  |
| 1970 | 0 1722 20 | [ 4 ]  |
| 1973 | 0 1697 30 | [ 9 ]  |
| 1975 | 0 1654 40 | [ 10 ] |

| Jahr | Einwohner | Quelle |
| ---- | --------- | ------ |
| 1980 | 1654 4    | [ 11 ] |
| 1985 | 1750 4    | [ 11 ] |
| 1990 | 1678 4    | [ 11 ] |
| 1995 | 1779 4    | [ 11 ] |
| 2000 | 1784 4    | [ 11 ] |
| 2005 | 1760 4    | [ 11 ] |
| 2010 | 1679 4    | [ 11 ] |
| 2013 | 1567 4    | [ 11 ] |
| 2017 | 810       | [ 1 ]  |
| 0    | 0         | 0      |

1 Volkszählungsergebnis vom 6. Juni in den Grenzen ab 1974

2 Volkszählungsergebnis vom 27. Mai in den Grenzen ab 1974

3 mit dem 1974 eingemeindeten Wurthfleth (= 235 Einwohner)

4 jeweils zum 31. Dezember
|  |

## Politik

### Gemeinderat und Bürgermeister
Auf kommunaler Ebene wird die Ortschaft Sandstedt vom Rat der Gemeinde Hagen im Bremischen vertreten.

### Ortsvorsteher
Der Ortsvorsteher von Sandstedt ist Falko Wahls-Seedorff (CDU). Die Amtszeit läuft von 2016 bis 2021.

### Wappen
Der Entwurf des Kommunalwappens von Sandstedt stammt von dem Heraldiker und Wappenmaler Albert de Badrihaye, der zahlreiche Wappen im Landkreis Cuxhaven erschaffen hat.
| Wappen von Sandstedt | Blasonierung: „Gespalten, vorn in Blau ein nach rechts gewendeter, stehender gold-bewehrter, rot-bezungter, golden nimbierter silberner Johannesadler, hinten in Silber ein schwebender, gekrümmter grüner Lindenzweig über einem erniederten blauen welligen Balken.“                      |
| Wappen von Sandstedt | Wappenbegründung: Der Johannesadler erinnert an den Schutzpatron der schon im 11. Jahrhundert als Kapelle gegründeten Sandstedter Kirche. Der Lindenzweig ist dem Wappen des früher im Dorf ansässigen Junkergeschlechts „Witmar“ entlehnt, und der wellige Balken weist auf die Weser hin. |

## Kultur und Sehenswürdigkeiten

### Bauwerke
- Kirche St. Johannis im Kern um 1420 erbaut, Anfang des 17. Jahrhunderts teilweise abgetragen und 1609–1613 aus den alten Mauerziegeln und Sandsteinquadern neu errichtet. Die Fresken im Inneren stammen aus dem 15. Jahrhundert. Die charakteristische Drehung der Turmspitze beruht auf einem Konstruktionsfehler.
- Hofanlage Deichstrenge 11 von 1761 und von um 1850
- Hofanlage Osterstader Straße 29 vom 17. bis 19. Jahrhundert
- Wohnhaus Osterstader Straße 31 (Villa) von 1892
- Historisches Oberfeuer Sandstedt: Es wurde während einer von 1896 und 1898 durchgeführten Neubefeuerung der Weser errichtet. Dabei wurden zahlreiche weitgehend standardisierte Leuchttürme zwischen Bremen und Bremerhaven aufgestellt. Anlass hierfür war eine Korrektur der Weserverlaufs von 1887 bis 1895.[14] Eine weitere Korrektur der Linienführung des Weserfahrwassers wurde von 1973 bis 1979 durchgeführt und machte es erforderlich, dass das Feuer 1981 durch einen neuen Feuerträger ersetzt wurde. Nach einer Sanierung des Bauwerks ging das historische, denkmalgeschützte Oberfeuer am Fährzubringer (Schnellfähre Brake–Sandstedt)[15] in den Besitz der Gemeinde Sandstedt (heute Gemeinde Hagen im Bremischen) über.
- Neues Oberfeuer Sandstedt

St. Johannis in Sandstedt
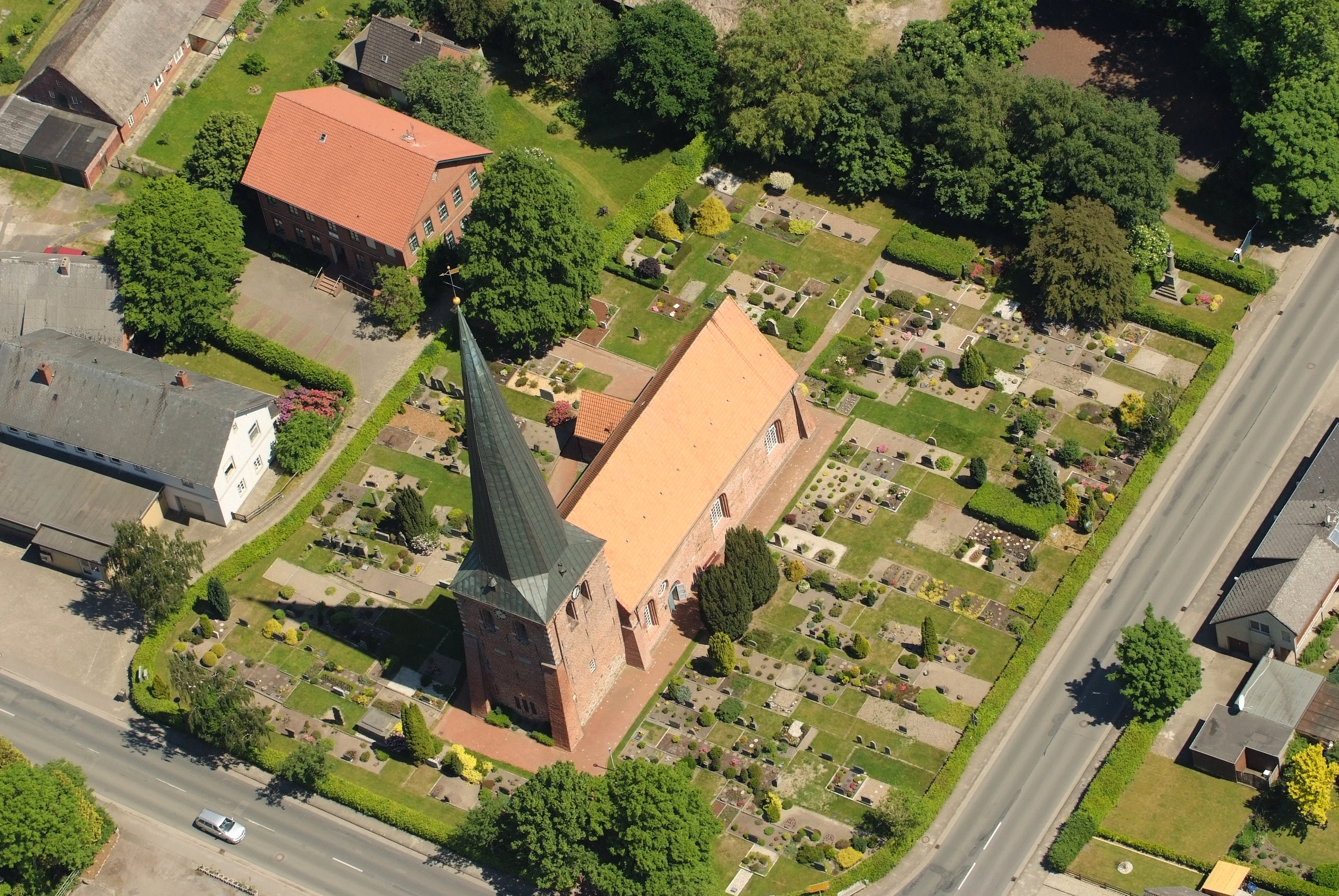
Luftbild
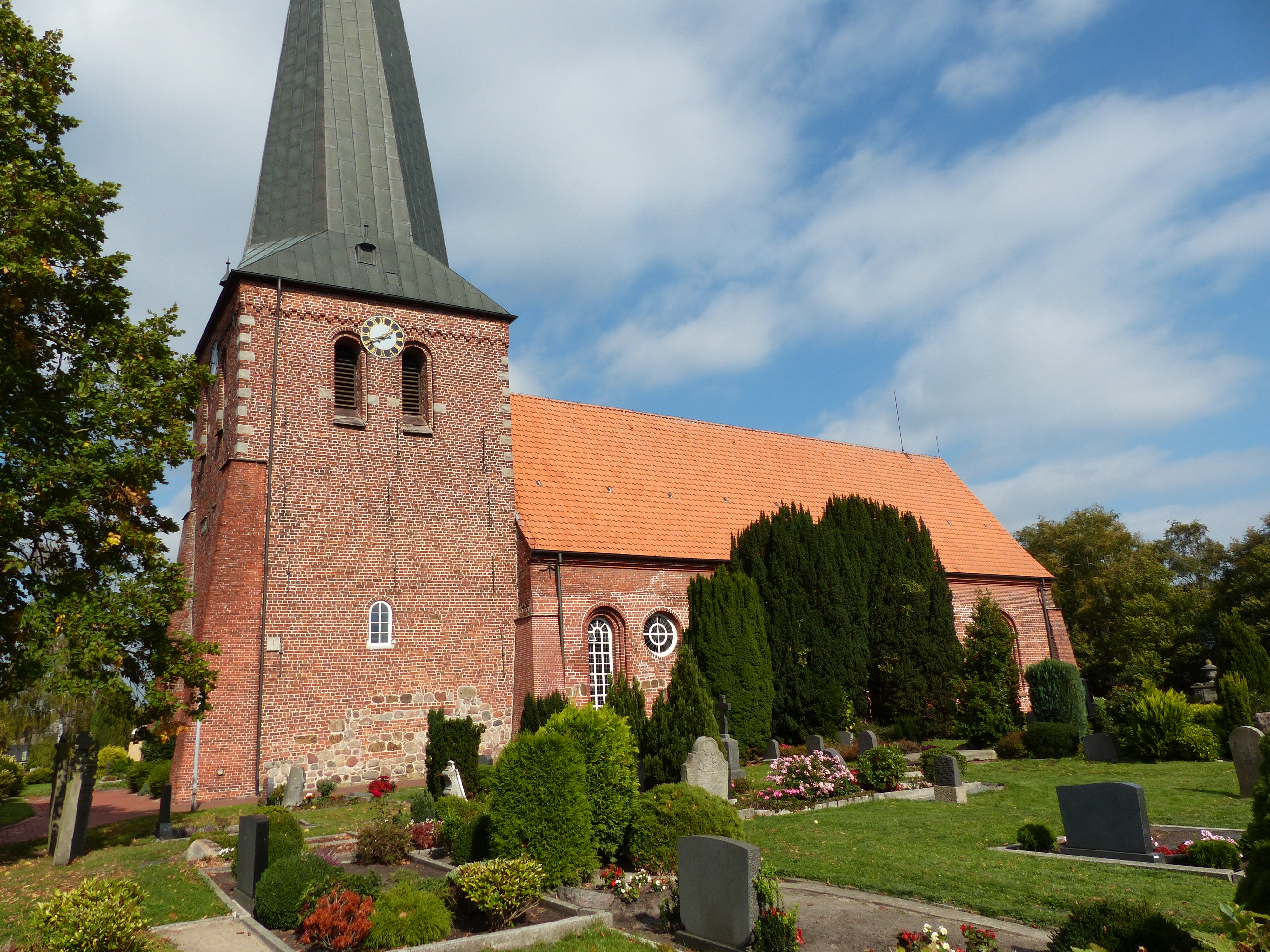
Kirche von Süden
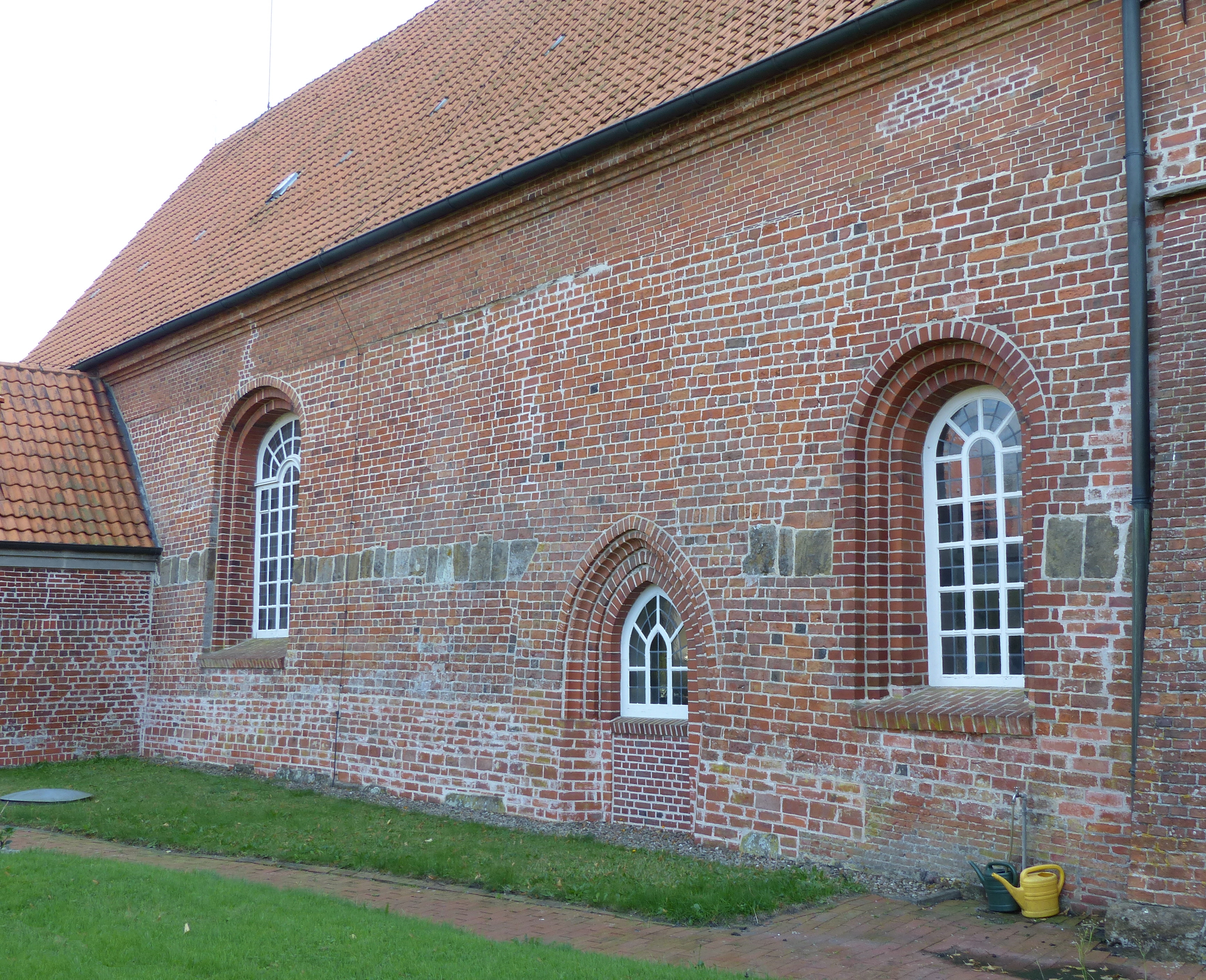
Nordseite mit ehem. Portal von 1420 und Fenstern von 1609
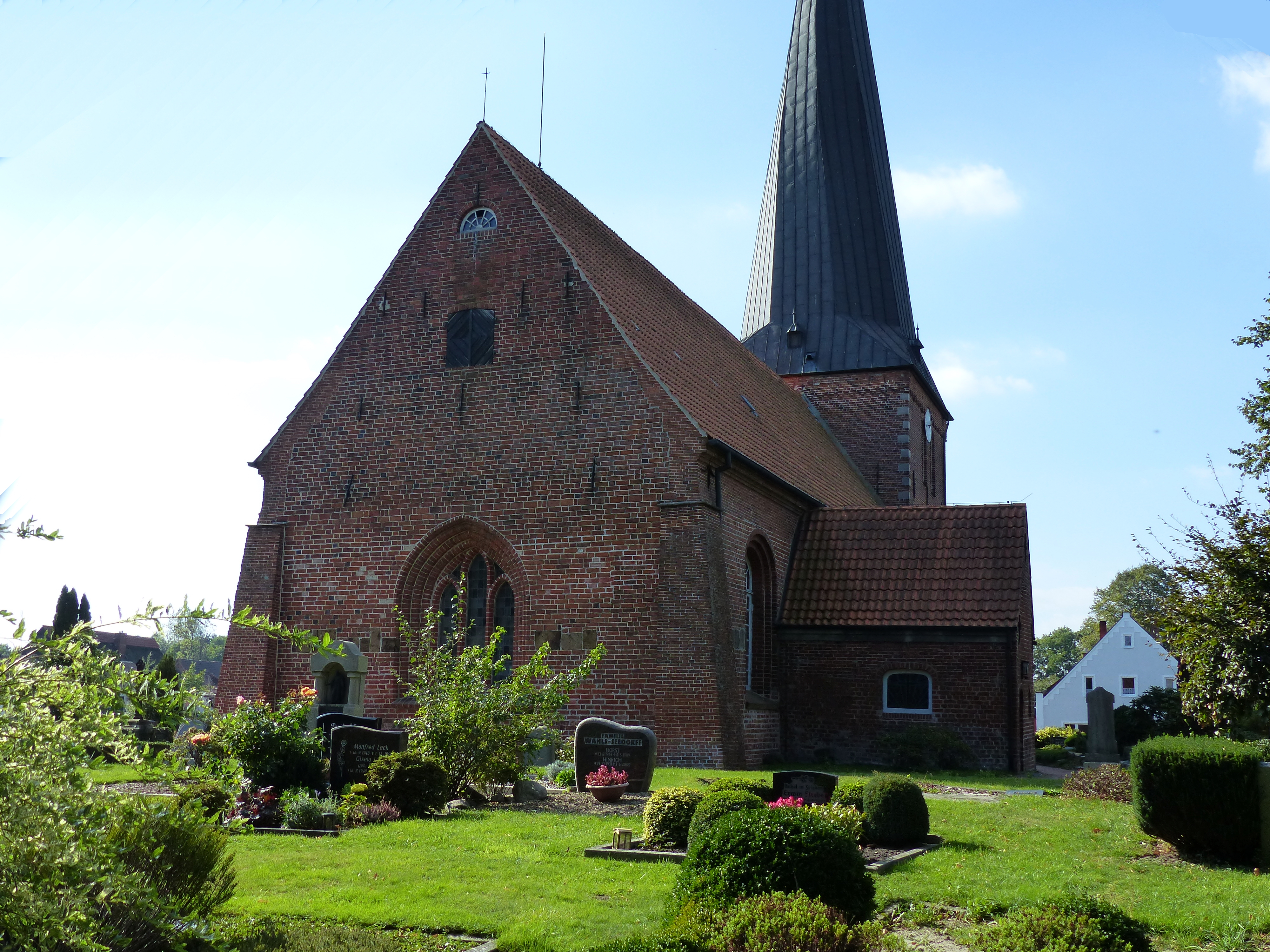
Ostgiebel und Sakristei
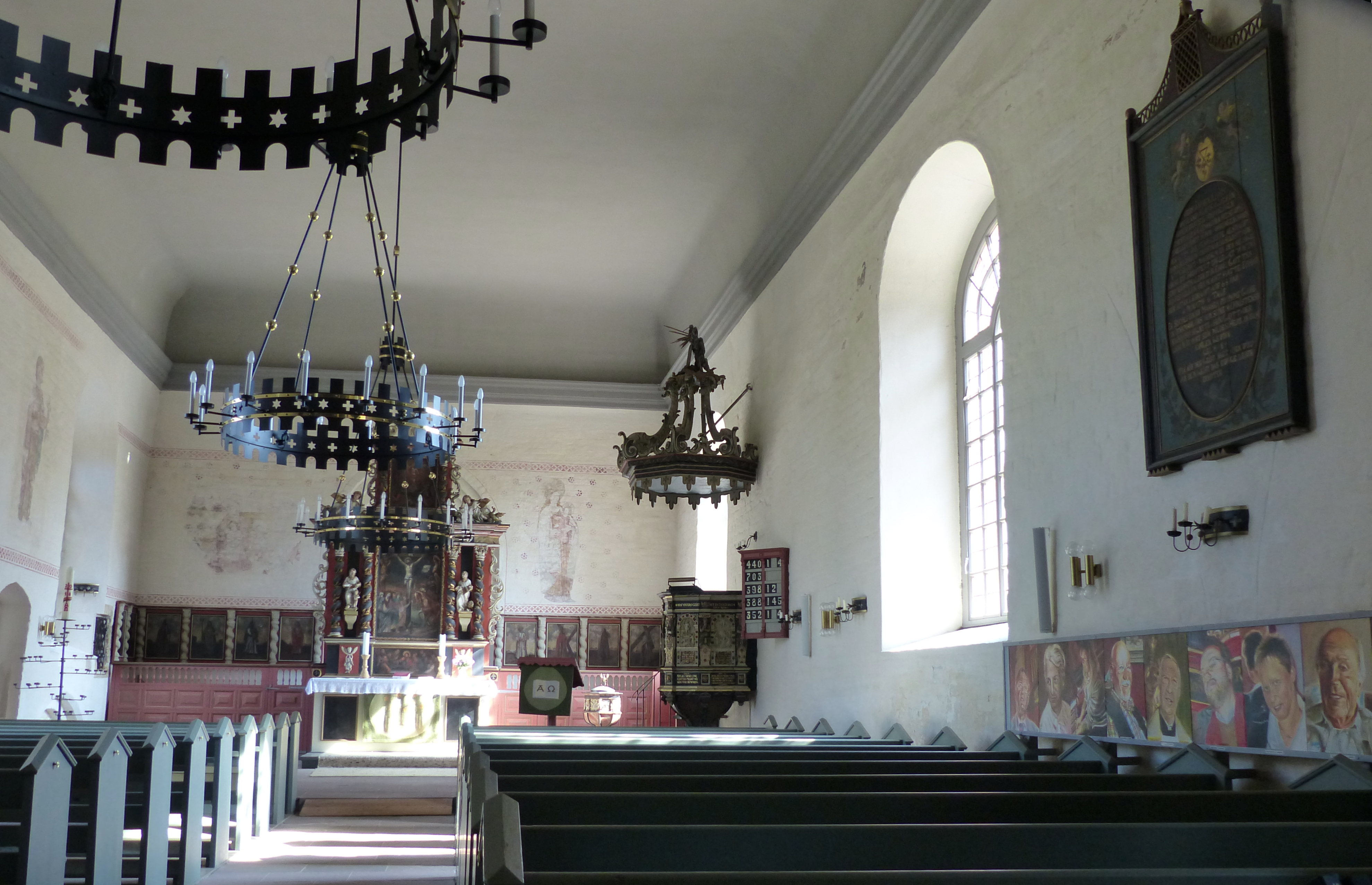
Renaissancesaal mit gotischen Fresken und modernen Porträts

Weitere Bauwerke
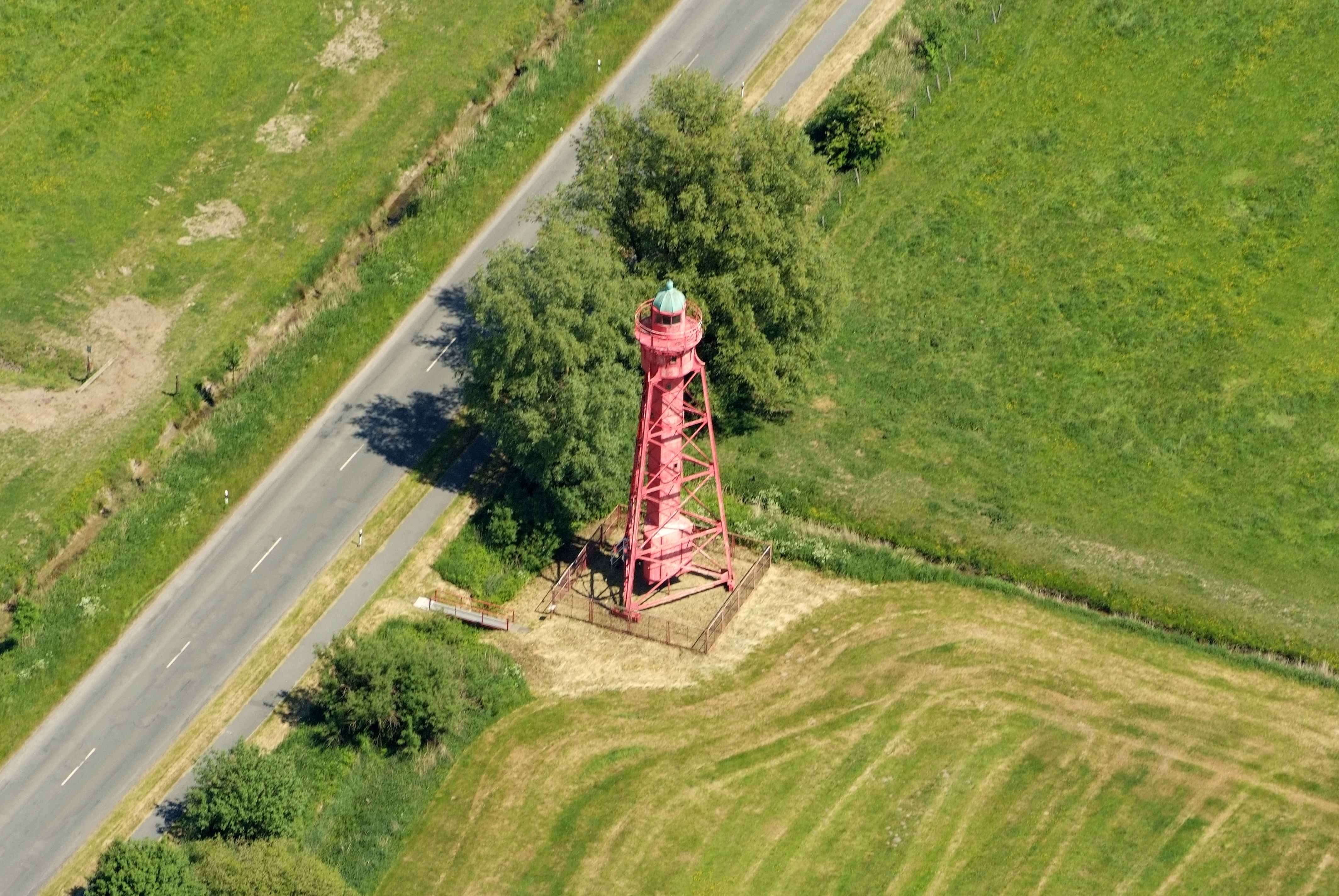
Altes Oberfeuer (Luftbild Mai 2012)
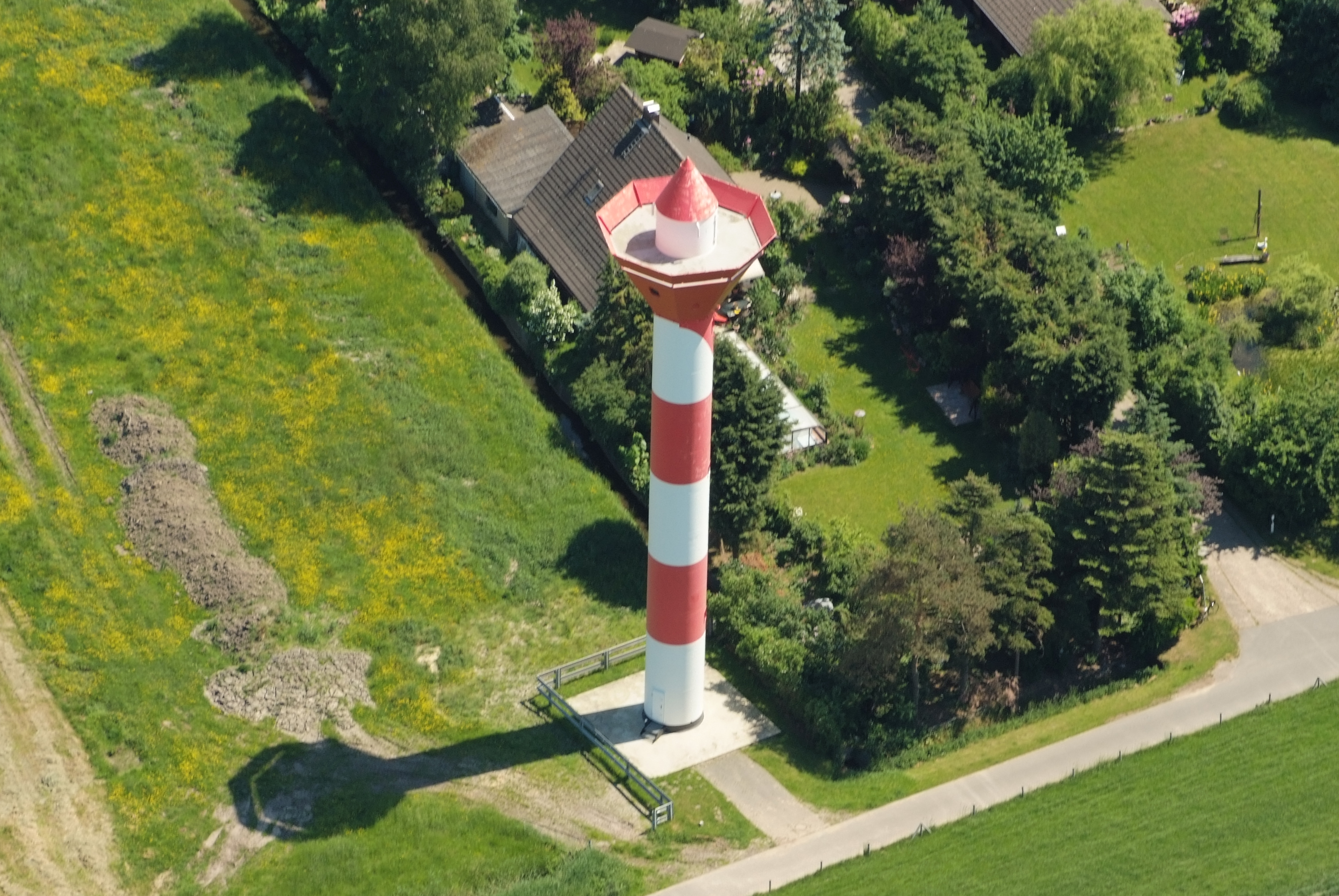
Neues Oberfeuer (Luftbild Mai 2012)
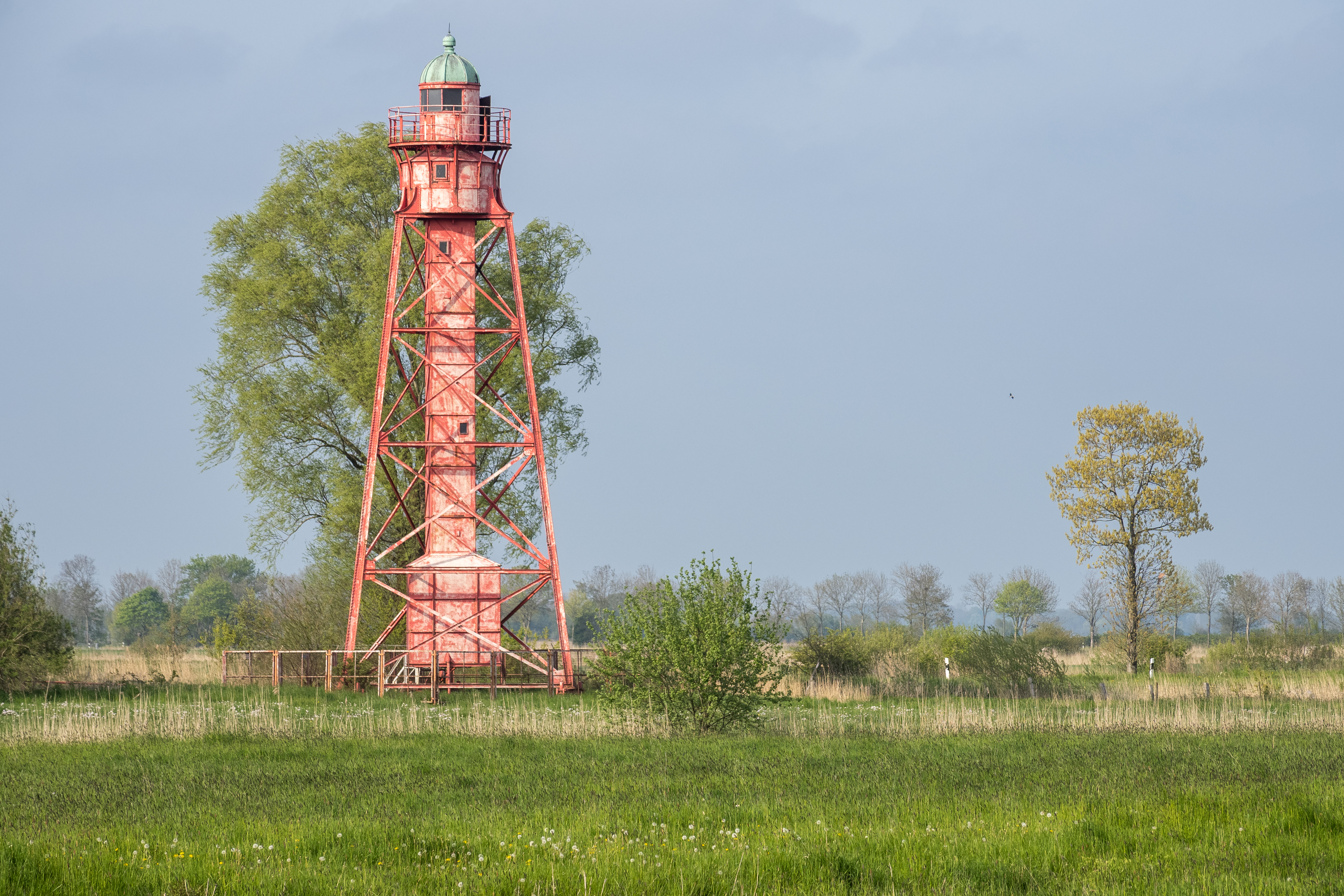
Altes Leuchtfeuer Sandstedt

### Naturdenkmale
- Eine Eibe (seit 2. Oktober 1995)
- Weiher (Heuerscher Kolk) (seit 2. Oktober 1995)

### Regelmäßige Veranstaltungen
- Jährlich findet am Himmelfahrtstag in Sandstedt das Hafenfest statt
- Seit 10 Jahren jeweils am Pfingstwochenende findet das Agilityturnier der Weser-Ems Hoppers statt.[16] Es zählt mittlerweile zum größten Hundesportturnier dieser Art im gesamten Bundesgebiet.

### Vereine und Verbände
- Deutsches Rotes Kreuz – Ortsverein Sandstedt
- Freiwillige Feuerwehr Sandstedt
- harpACademy
- Männergesangsverein Sandstedt
- TSV Sandstedt von 1921
- Wassersportverein Sandstedt

## Wirtschaft und Infrastruktur

### Wirtschaft
Die Ortschaft ist vorwiegend geprägt durch die Landwirtschaft (überwiegend Milchviehwirtschaft) sowie zunehmend durch den Tourismus. In Sandstedt und Rechtenfleth finden sich zwei gemeindeeigene Campingplätze und in Sandstedt ein Wohnmobil-Stellplatz mit Ver- und Entsorgungseinrichtungen. Ferienwohnungen sind vereinzelt zu finden. Der Tagestourismus geht zumeist von den Räumen Bremerhaven und Bremen sowie der anderen Weserseite (Landkreis Wesermarsch/Raum Oldenburg) aus.

### Unternehmen
Der Gemeinderat Sandstedt hatte 2008 beschlossen, dass sich auf Sandstedter Gebiet an der Abfahrt der Bundesautobahn 27 die Firma Dekonta (eine Wäscherei) ansiedeln kann, die auch Wäsche aus einer kerntechnischen Anlage behandelt. Dagegen hat sich eine Bürgerinitiative gebildet. 2008 hat die Firma der Kommune mitgeteilt, dass sie auf den Bau der Wäscherei verzichtet.
An der Autobahnabfahrt Sandstedt der Bundesautobahn 27 betreibt die Firma Grube Land- und Umwelttechnik ein Kompostwerk.

### Medien
Über die Ortschaft Sandstedt berichten die Nordsee-Zeitung mit einer achtseitigen Ausgabe für den Landkreis Cuxhaven (früher Regionalbeilage „Cuxhavener Kreisanzeiger“) sowie der Weser Kurier mit der Regionalbeilage Osterholzer Kreisblatt und die Bremer Nachrichten mit der Regionalbeilage „Die Norddeutsche“. In der Gemeinde Hagen im Bremischen erscheint vierteljährlich die Heimatzeitung „Unter der Staleke“.

### Öffentliche Einrichtungen
In Sandstedt befindet sich ein Gemeindebüro.

### Verkehr

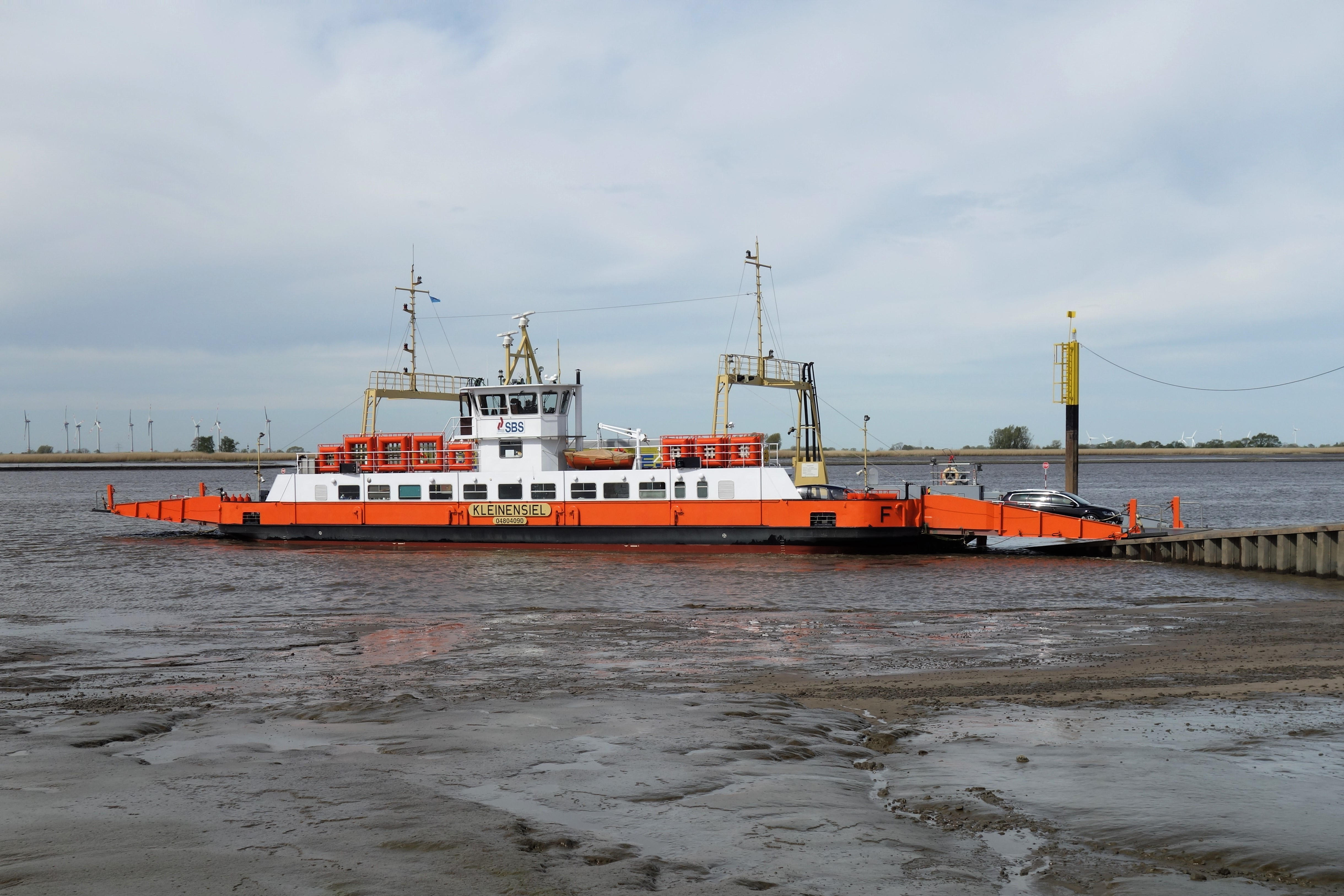
Schnellfähre Kleinsiel an der Fährrampe in Sandstedt

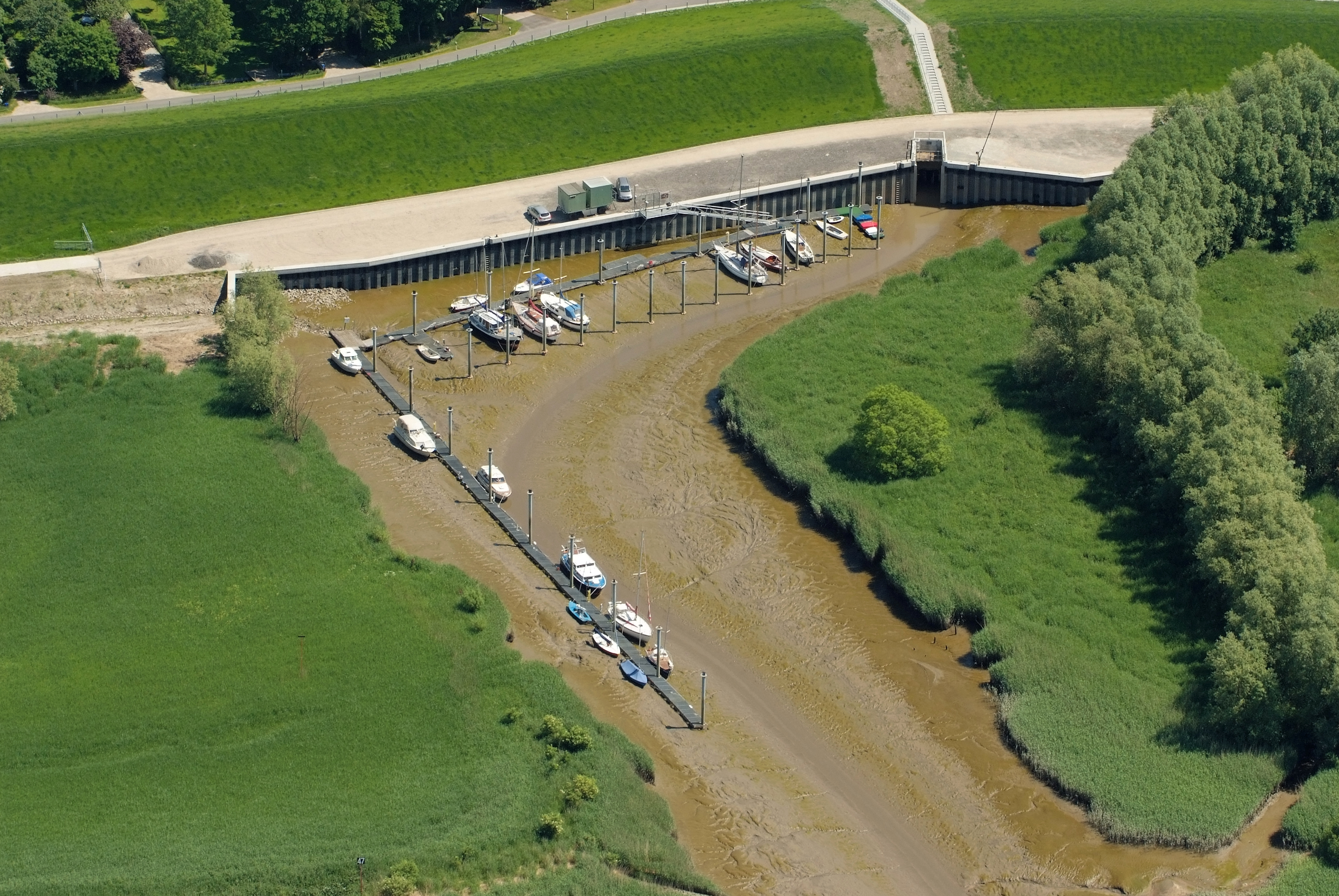
Sportboothafen im Ortsteil

Sandstedt hat über die Anschlussstelle Hagen direkten Zugang zur Bundesautobahn 27 Bremen–Bremerhaven. Die Schnellfähre Brake–Sandstedt verbindet den Ort mit dem anderen Ufer der Weser. Man hat von dort Zugang zu Brake (Unterweser) und weiter nach Oldenburg. Im Norden befindet sich der Wesertunnel mit Zugang nach Nordenham.
Sandstedt liegt im Gebiet des Verkehrsverbundes Bremen-Niedersachsen (VBN). Die Buslinie 570 stellt werktags eine Verbindung zum Bremerhavener Hauptbahnhof her.
Der nächste Bahnhof ist Brake (Unterweser) an der Bahnstrecke Hude–Blexen, auf der anderen Seite der Weser gelegen. In Sandstedt befindet sich ein Sportboothafen. Von 1911 bis 1964 war der Ort an die Kleinbahnstrecke der Niederweserbahn angeschlossen.
Ein Anruf-Sammel-Taxi dient an allen Tagen der Woche (auch Schulferien) dem öffentlichen Personennahverkehr.

## Persönlichkeiten

### Söhne und Töchter des Ortes
- Eymer Friedrich Illies (1896–1962), Jurist, Politiker (DP)
- Meinhard Goldmann (1885–1914), Unteroffizier, gefallen im Ersten Weltkrieg, Jude aus Sandstedt.[20]

### Personen, die mit dem Ort in Verbindung stehen
- Berendt Hus (etwa 1630–1676), Orgelbauer, er schuf 1673 die Orgel der St.-Johannis-Kirche
- Friedrich Eickenrodt (1808–1881), lutherischer Theologe, 1865 Pastor und Superintendent in Sandstedt
- Phillip Ludwig Meno Valett (1813–1892), Missionar in Indien und späterer Superintendent in Sandstedt, jüngerer Bruder von Carl Julius Meno Valett
- Heinrich Achgelis (1845–1913), Ingenieur und Fabrikant in Geestemünde
- Heinrich Bücker (vor 1897–nach 1958), Kunst- und Kirchenmaler sowie Restaurator, von 1938 bis 1939 restaurierte er die Wandmalereien in der St.-Johannis-Kirche
- Hans Haferkamp (1939–1987), Soziologe, starb bei Sandstedt
- Dietrich Diederichs-Gottschalk (* 1950), evangelisch-lutherischer Theologe und Kunsthistoriker, er war von 1992 bis 2012 Gemeindepastor in Sandstedt
- Assia Cunego (* 1983), italienische Harfenistin, hat in Sandstedt in einem ehemaligen Hotel am Weserdeich eine Harfenschule mit Internat eröffnet

## Sagen und Legenden
- Der Heuersche Kolk
- Das Spukhaus im Forkenmoor

(Quelle:)